# سلینگ، کنت
سلینگ (به انگلیسی: Selling) یک روستا و محله مدنی در بریتانیا است که در Swale واقع شده‌است. سلینگ ۸۴۹ نفر جمعیت دارد.